# ماتياس دي جالفيز
ماتياس دي جالفيز (بالإسبانية: Matías de Gálvez y Gallardo)‏ هو عسكري إسباني، ولد في 1717 في ماتشارافيايا في إسبانيا، وتوفي في 1784 في مدينة مكسيكو في المكسيك.